# Coccophagus gilvus
Coccophagus gilvus är en stekelart som beskrevs av Hayat 1971. Coccophagus gilvus ingår i släktet Coccophagus och familjen växtlussteklar. Inga underarter finns listade i Catalogue of Life.